# Börnicke (Bernau bei Berlin)

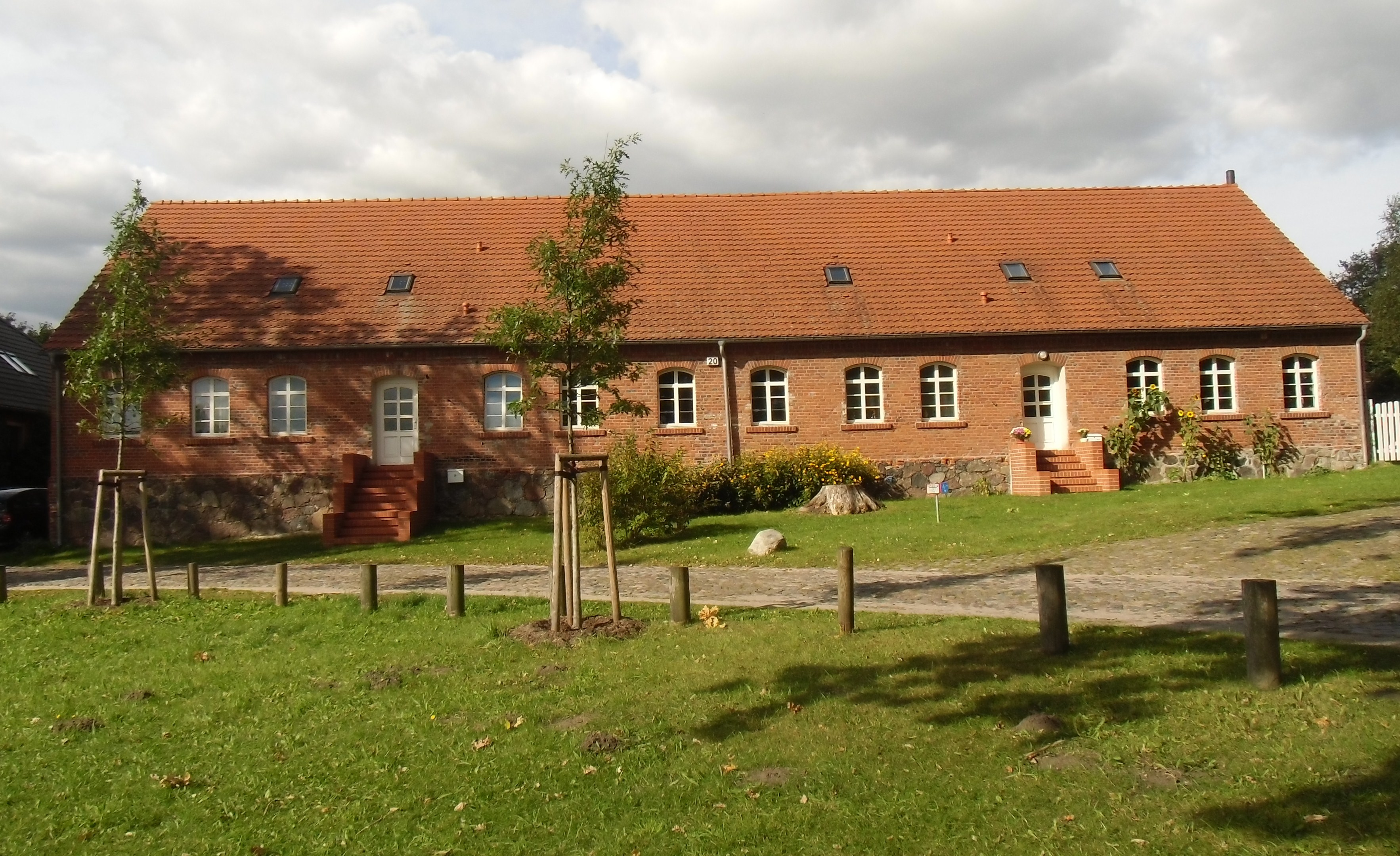
Denkmalgeschütztes Gutsarbeiterhaus in Börnicke. Nr. 63 in der Liste der Baudenkmale in Bernau bei Berlin

Börnicke ist seit dem 31. Dezember 2002 ein Ortsteil der Stadt Bernau bei Berlin. In dem Dorf südöstlich der Stadt Bernau an der Landesstraße 30 in der Barnimer Feldmark leben rund 700 Einwohner.

## Geschichte

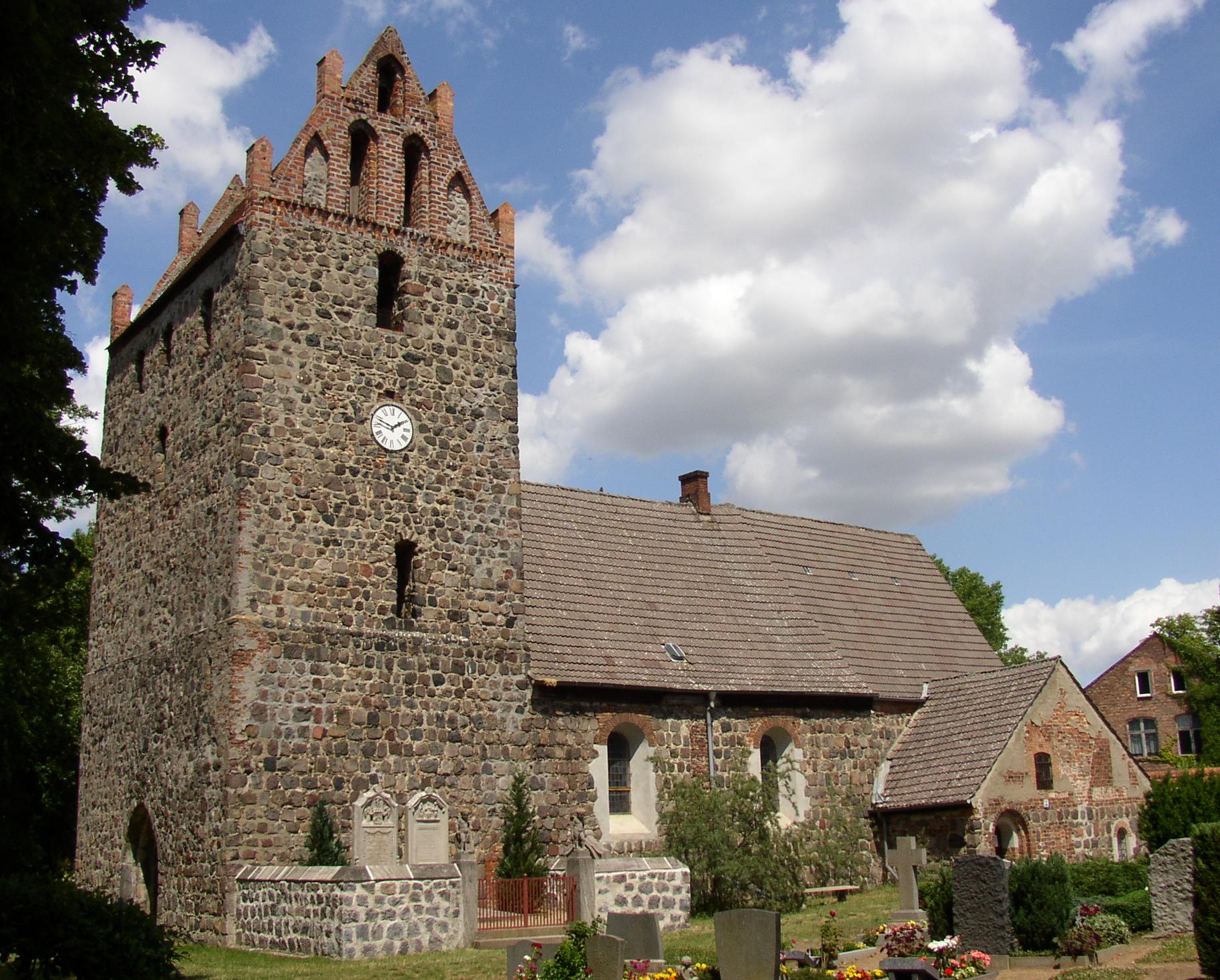
Dorfkirche in Börnicke

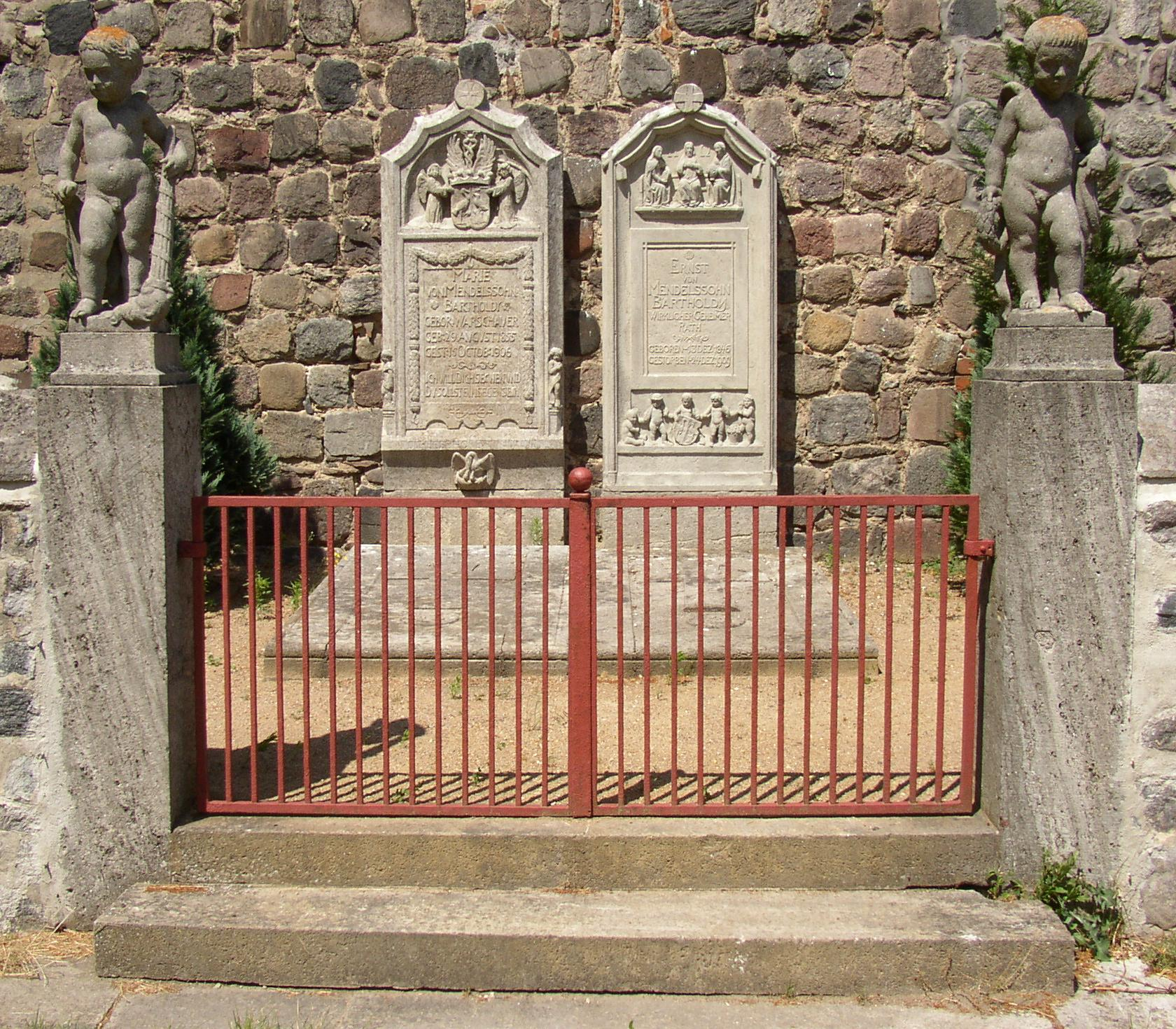
Grabmal der Familie von Mendelssohn-Bartholdy

Erstmals urkundlich erwähnt wurde das Angerdorf „Borneke“ in einer Urkunde von 1300, in der dem Kloster Friedland bei Wriezen der Besitz seiner Güter in der Mark bestätigt wurde. Vermutlich hatte das Zisterzienserinnenkloster bis Mitte des 15. Jahrhunderts Besitzungen in Börnicke.

### Dorfkirche
Aus der Zeit der ersten urkundlichen Erwähnung erhalten geblieben sind Teile der Dorfkirche, die zu den bedeutsamen Bauwerken des Ortes gehört.
Die Dorfkirche in Börnicke ist eine Saalkirche aus Feldsteinmauerwerk, die in der zweiten Hälfte des 13. Jahrhunderts erbaut und später eingewölbt wurde. Dort befinden sich unter anderem ein in der Region seltenes bemaltes Ältestengestühl von 1679 und die Grabsteine eines Bankierehepaars aus der Familie Mendelssohn von 1909.

### Orts- und Gutshistorie
Vom Ende des 15. Jahrhunderts bis in die zweite Hälfte des 17. Jahrhunderts befand sich das Dorf im Besitz der in Biesenthal ansässigen von Arnims. Es entwickelte sich zu einem Gutsdorf. Im Dreißigjährigen Krieg wurde das Dorf stark in Mitleidenschaft gezogen und war danach wüst. Im Jahre 1679 erwarb Wolmir von Wrangel, Kommandeur der Kurfürstlichen Leibgarde zu Berlin, das Gut und begann damit, die Hüfner- und Kossätenstellen wieder zu besetzen. Als Kirchenpatron ließ er die heute noch erhaltenen Apostelbilder auf dem Chorgestühl anbringen; die übrige Ausstattung datiert auf das Jahr 1883.
Von Wrangel veranlasste die Unterrichtung der Kinder in einem Fachwerkhaus (der heutigen Dorfstraße 3) auf dem Anger, vor dem heute noch die Gerichtslinde steht. Im 18. und 19. Jahrhundert wechselten die Besitzverhältnisse häufig, immer wieder musste sich die Dorfbevölkerung auf neue Gutsbesitzer einstellen, darunter die Familie von Barfus, der Geheime Rat Schindler (Begründer der Schindlerschen Waisenhäuser in Berlin), der Ökonomierat Albrecht Philipp Thaer und Otto Franz Theodor Hosemann. Er war Grundbesitzer des 1122 ha Gutes samt Brennerei.
1892 erwarb der Mitinhaber des Berliner Bankhauses Mendelssohn & Co., der Kommerzienrat Ernst Mendelssohn-Bartholdy, Urenkel des Philosophen Moses Mendelssohn und Neffe des Komponisten Felix Mendelssohn Bartholdy, das etwa 1100 ha große Gut Börnicke. 1896 wurde die Familie geadelt. Sein Sohn Paul Robert Ernst von Mendelssohn-Bartholdy ließ ab 1909 durch den Architekten Bruno Paul das Schloss Börnicke umbauen und den Park gestalten. Das Familiengrab derer von Mendelssohn-Bartholdy befindet sich am Kirchturm.
Das Gutshaus wurde Mitte des 19. Jahrhunderts im klassizistischen Stil errichtet. Zusammen mit dem ebenfalls zur Gutsanlage gehörenden Pferdestall wurde es in den Jahren 2006–2009 durch die Stadt Bernau nach Gesichtspunkten des Denkmalschutzes restauriert.
Im Zuge der Bodenreform nach 1945 entstanden zahlreiche Neubauernhäuser. Eine Landwirtschaftliche Produktionsgenossenschaft (LPG) und das Volkseigene Gut (VEG) bestimmten bis zur Wende das Wirtschaftsleben im Dorf.

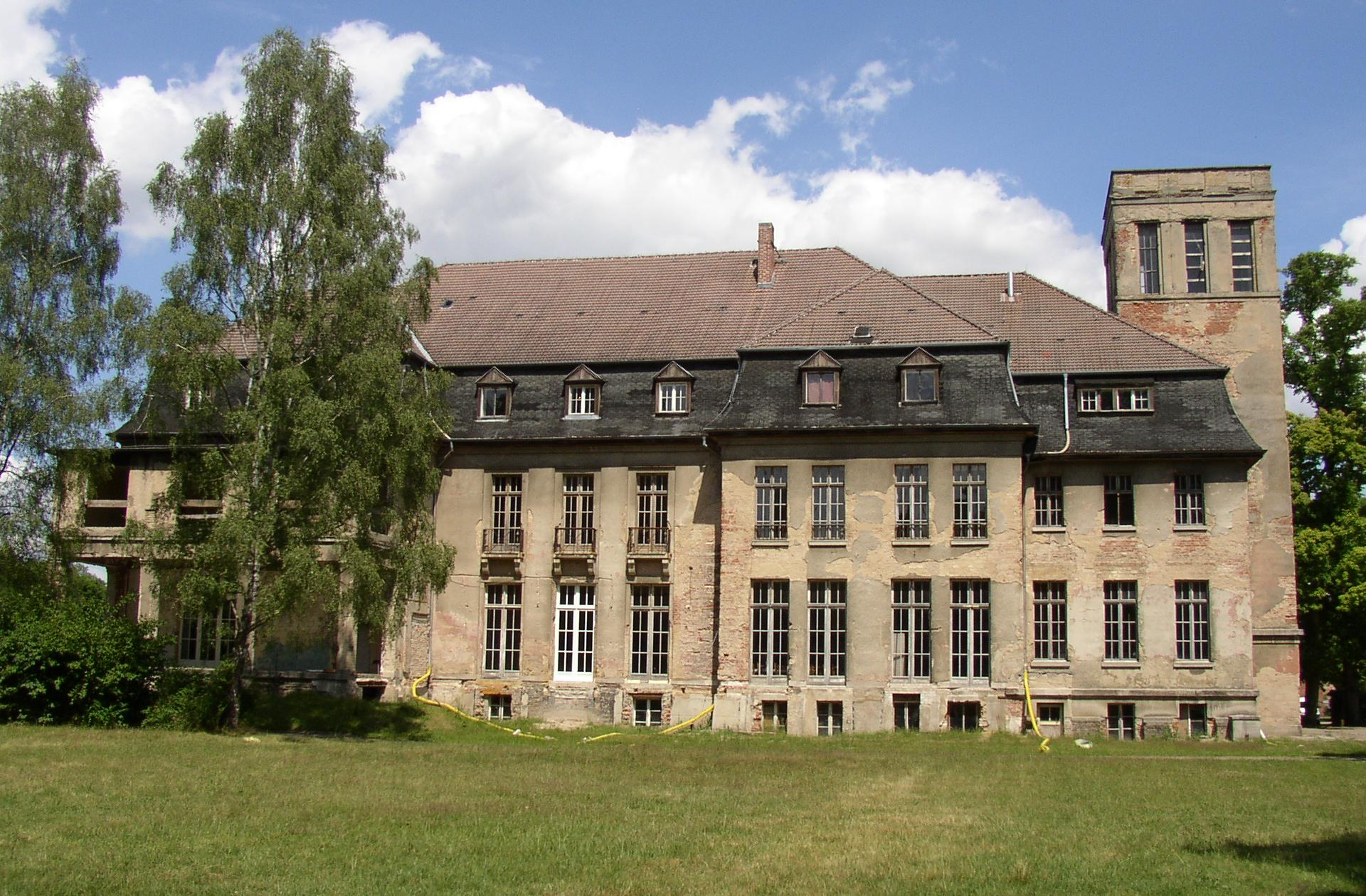
Schloss Börnicke

Das Schloss wurde auf unterschiedliche Weise genutzt. Zwischen 1967 und 1992 diente es als Kindergarten, Schule und Internat für körperbehinderte Kinder. Nach 1992 stand das Gebäude leer, bevor es im Jahr 2003 in Privatbesitz gelangte. In den zurückliegenden Jahren wurde das teilweise baufällige Gebäude wieder begehbar gemacht und für erste kulturelle Veranstaltungen geöffnet.

## Das Dorf und seine Umgebung
Börnicke liegt auf einer welligen, von der Eiszeit geformten Fläche, in die zahlreiche Sölle eingelagert sind. Diese spielen, ebenso wie die landschaftsprägenden Alleen und Windschutzgehölze, eine wichtige Rolle als Lebens- und Rückzugsraum für verschiedene Tier- und Pflanzenarten. Der Großteil der das Dorf umgebenden Fläche ist landwirtschaftliche Nutzfläche und wird vor allem durch die Güter Albertshof und Birkholz bewirtschaftet. Traditionell spielt auch heute noch die Schafzucht eine wichtige Rolle.
Börnicke ist Mitglied im Regionalpark Barnimer Feldmark. Von Bernau führen verschiedene Rad- und Wanderwege nach Börnicke und in die Barnimer Feldmark.
In der näheren Umgebung des Dorfes liegen zwei ehemalige Vorwerke des Gutes Börnicke, Helenenau und Thaerfelde.
Das Vorwerk Thaerfelde, nordöstlich des Dorfes gelegen, ließ der Landesökonomierat Albrecht Philipp Thaer zwischen 1840 und 1842 erbauen. Hier wurde vorrangig Schafzucht betrieben. Thaer war der Sohn des Begründers der Landwirtschaftswissenschaften Albrecht Daniel Thaer und wurde wegen seines großen Interesses für die Schafzucht auch „Wollthaer“ genannt.
Das Vorwerk Helenenau, ca. zwei Kilometer südwestlich des Dorfes errichtet, erhielt seinen Namen nach Frau und Tochter des ehemaligen Gutsbesitzers Otto Franz Theodor Hosemann. Hosemann hatte das Gut 1861 von seinem Schwiegervater Simon in Malchow als Hochzeitsgeschenk erhalten. Henriette Helene Wilhelmine und Tochter Helene Auguste starben 1871 in einer Berliner Klinik im Kindbett. Heute bietet das ehemalige Vorwerk eine Reihe von Freizeitmöglichkeiten, wobei besonders der Pferdesport eine wichtige Rolle spielt.
Das Dorf Börnicke selbst liegt in einer Senke, was zur Folge hatte, dass der zum Schloss gehörende Landschaftspark erst angelegt werden konnte, als der in seiner Mitte befindliche Eichbuschteich 1871 in Richtung Bernau zur Panke hin drainiert wurde. Verschlungene Wege des Parks führen heute um den Teich und eröffnen immer wieder neue Blicke auf die ausgedehnte Wasserfläche und eine darin gelegene Insel. Im westlichen Teil des Parks wurde ein kleiner Kinderzoo (Kinderbauernhof) angelegt, in dem verschiedene Haustiere gezeigt werden. In unmittelbarer Umgebung des Schlosses dominieren geometrische Beet- und Rasenflächen.
Das Angerdorf ist geprägt durch seinen Dorfteich, der oft zum Mittelpunkt des kulturellen Lebens im Dorf wird. Zu den regelmäßig stattfindenden Veranstaltungen im Dorf und auf dem Gutshof zählen das Storchenfest, der Bauernmarkt und der Adventsmarkt. Zu erwähnen sind weiterhin das Oldtimer-Treffen und die Open-Air-Konzerte des Börnicker Musiksommers. Auf dem Gutsgelände haben mehrere Handwerker und Künstler eine Heimstatt gefunden, die das kulturelle Angebot des Ortes mit eigenen Beiträgen bereichern. 2003 hat sich der Förderverein Schloss und Gutshof Börnicke e. V. gegründet, der sich um ein abwechslungsreiches Veranstaltungsprogramm und sinnvolle Nutzungskonzepte für Schloss, Gut und Park Börnicke bemüht.

## Baudenkmale
Im Dorfgebiet des Ortsteils Börnicke befinden sich einige Baudenkmäler: das Wohnhaus Dorfstraße 5, das Gutsarbeiterhaus Dorfstraße 20, die Dorfkirche und die aus zwei unterschiedlich großen Vierseitenhöfen bestehende Gutsanlage mit dem Gutshaus und diversen Wirtschaftsgebäuden, Ställen, Scheunen und einer ehemaligen Schnapsbrennerei.

## Politik
Dem Ortsbeirat gehören Matthias Jitschin, Wolfgang Kirsch und Heiko Jesse an. Ortsvorsteher ist seit Mai 2014 Matthias Jitschin. Stellvertretender Ortsvorsteher ist Wolfgang Kirsch.

## Infrastruktur
Börnicke ist im Rahmen des ÖPNV durch die Linien 908 der Barnimer Busgesellschaft mit Bernau bei Berlin und Werneuchen verbunden.

## Vereine
Vereine in Börnicke sind unter anderem:
- KulturGut e. V. Börnicke (kein Internetauftritt) Wirkungsstätte ist hauptsächlich der Speicher auf dem Gutshof Börnicke
- Geschichtenreich Börnicke
- Lokale Agenda 21 Börnicke e. V.
- Barnimer Reit- und Fahrverein Helenenau
- Behindertensportverein Börnicke e. V.

## Genossenschaften
- Erste Bernauer Braugenossenschaft e. G., Ernst-Thälmann-Str. 2c, 16321 Bernau bei Berlin
- BürgerGut Börnicke e. G., Neuer Schulweg 3, 16321 Bernau

## Persönlichkeiten
- Hans Bone von Schwerin (1898–1965), Landrat des Landkreises Gießen